# Tick (寿美菜子のアルバム)
『Tick』（ティック）は、寿美菜子の2枚目のオリジナルアルバム。2014年9月17日にMusicRay'nから発売された。
本作は、寿自身の生きた証を証明するため時間をテーマに選んでいる。タイトルはスフィアが結成5周年を迎え、寿自身今を何らかの形で残す気持ちで残しておきたかったため、「時を刻む」を意味する「Tick」に決めたという。また、曲順に関してはライブのセットリストを彷彿とさせる内容になっている。

## 音楽性
1曲目「FLY @WAY」は、作詞・作曲を前作のアルバム『My stride』の4曲目で「Brand New World」を手掛けた和教による楽曲のため王道な寿ロックを少しいじった内容になっている。
2曲目「pretty fever」は、6thシングル曲。
3曲目「Believe ×」は、7thシングル曲。
4曲目「MAGNETICA」は、森村メラによる造語で、寿自身が猫に似ていることをスタッフに話した後、ツンデレをイメージして考案された。そのためレコーディング時はイメージが掴み辛かったという。
6曲目「プリズム」は、5thシングル曲。
7曲目「HAPPY HAPPY LIFE」は、不幸が続いても結局はそのことに対し悩まないことを歌った曲で、寿自身のエピソードも盛り込んでいる。ちなみにレコーディングの際はカズーも吹いたことを明かしている。
8曲目「交差点」は、7thシングルカップリング曲。
9曲目「girly highester!」は、6thシングルカップリング曲。
10曲目「ウレイボシ」は、「怒り」をテーマとしたストレス発散に効果的なロック調の曲。レコーディングでは自身の負の感情を表現する歌い方を心掛けており、作詞を手掛けた田中秀典も寿のレコーディング風景を目の当たりにしたことで楽曲により相応しい内容に変更したという。
11曲目「小さな手紙」は、R&B風の大人っぽい曲で、結婚が決まった兄への祝福も込めているという。
12曲目「ミュージックスター」は、「寿美菜子 Second Live Tour 2014 "make x"」でライブ録音された新曲。ライブ感を意識したカッコ良い曲で、作詞・作曲・編曲は寿が好きなインディーズバンド、I-RabBitsが手掛けている。

## リリース
2014年9月17日にMusicRay'nから発売された。寿のアルバムとしては前作『My stride』から2年ぶりのリリースとなる。
販売形態は、初回生産限定盤（SMCL-350/1）と通常盤（SMCL-352）の2種リリースで、初回限定盤には2ndソロツアー「寿美菜子 Second Live Tour 2014 "make x"」大宮ソニックシティ公演のスペシャルセレクト映像を収録したBDやフォトブックが同梱されている。ツアータイトル中の「x」は「何が飛び出すかわからない」ことを意味しているという。ちなみにジャケットは1950年代から60年代の女優をイメージしている。
本アルバムを引っ提げたライブツアー「寿美菜子 3rd Live Tour 2015 "Tick Tick Tick"」が2015年4月11日から5月5日まで行われた。5月5日の神奈川県民ホール公演の模様を収録したBD・DVDが9月16日にMusicRay'nから発売された。

## 収録内容
| #         | タイトル                                                                             | 作詞            | 作曲               | 編曲               | 時間  |
| --------- | ------------------------------------------------------------------------------------ | --------------- | ------------------ | ------------------ | ----- |
| 1.        | 「FLY @WAY」                                                                         | 和教            | 和教               | 角田崇徳           | 4:13  |
| 2.        | 「pretty fever」                                                                     | 田淵智也        | 田淵智也           | h-wonder           | 4:22  |
| 3.        | 「Believe ×」                                                                        | 古屋真          | 堀江晶太           | オオヤギヒロオ     | 4:22  |
| 4.        | 「MAGNETICA」                                                                        | 森村メラ        | 田尻知之、本澤尚之 | 田尻知之、本澤尚之 | 3:29  |
| 5.        | 「i wanna be my precious one」                                                       | MIZUE           | 家原正樹           | 家原正樹           | 3:29  |
| 6.        | 「プリズム」                                                                         | 鈴木静那        | 浅利進吾           | h-wonder           | 4:37  |
| 7.        | 「HAPPY HAPPY LIFE」                                                                 | mavie、田中明仁 | 田中明仁           | 古川ヒロシ         | 2:23  |
| 8.        | 「交差点」                                                                           | 星村麻衣        | 星村麻衣           | 齋藤真也           | 4:48  |
| 9.        | 「girly highester!」                                                                 | 田淵智也        | 田淵智也           | 川口圭太           | 4:57  |
| 10.       | 「ウレイボシ」                                                                       | 田中秀典        | 川口圭太           | 川口圭太           | 4:41  |
| 11.       | 「小さな手紙」                                                                       | mavie           | 矢吹香那           | 前口渉             | 5:20  |
| 12.       | 「ミュージックスター」(寿美菜子 Second Live Tour 2014 "make x" ライブレコーディング) | I-RabBits       | I-RabBits          | I-RabBits          | 4:57  |
| 合計時間: | 合計時間:                                                                            | 合計時間:       | 合計時間:          | 合計時間:          | 51:44 |

| #  | タイトル             | 作詞 | 作曲・編曲 | 時間 |
| -- | -------------------- | ---- | ---------- | ---- |
| 1. | 「ココロスカイ」     |      |            | 6:35 |
| 2. | 「Shiny+」           |      |            | 6:49 |
| 3. | 「交差点」           |      |            | 4:59 |
| 4. | 「echo hearts」      |      |            | 5:59 |
| 5. | 「Startline」        |      |            | 4:01 |
| 6. | 「Believe ×」        |      |            | 4:30 |
| 7. | 「girly highester!」 |      |            | 9:38 |

## チャート
| チャート（2014年）         | 最高位 |
| -------------------------- | ------ |
| オリコン                   | 19     |
| Billboard Japan Top Albums | 17     |
| サウンドスキャンジャパン   | 18     |

## ツアー日程
| 日付          | 都市     | 会場             |
| ------------- | -------- | ---------------- |
| 2015年4月11日 | 東京     | 渋谷公会堂       |
| 2015年4月18日 | 大阪市   | Zepp難波         |
| 2015年4月26日 | 名古屋市 | Zepp名古屋       |
| 2015年5月5日  | 横浜市   | 神奈川県民ホール |